# Kyoco
Kyoco（キョウコ、3月30日 - ）は、日本の女性歌手。所属レーベルは日本コロムビア。愛知県出身。ボーカルユニット『Re-connect』のメンバー。

## 来歴・人物
18歳で音楽関連のへ道に進むことを決意し、その後バンドを結成して多彩なガールズロックやエレクトロの曲を演奏したという。プロデューサーにスカウトされたのはバンドのライブ中で、Kyoco自身『涼宮ハルヒの憂鬱』、『らき☆すた』などのアニメ関連の分野に興味を持っていたためメジャーデビューが決まった際は驚いていたという。
なお自身が主題歌を担当する『風雲維新ダイ☆ショーグン』には興味をもっており、同作でヒロインの1人、ちはるを演じる田村ゆかりも好きな声優に挙げている。 2018年6月27日、佐々木李子とのボーカルユニット『Re-connect』としてシングル『恋花恋慕』をリリース。
特技はテトリス、鏡文字。

## ディスコグラフィ

### シングル
| 枚  | 発売日       | タイトル      | 規格品番   | 規格品番   | 最高位 |
| 枚  | 発売日       | タイトル      | 初回限定盤 | 通常盤     | 最高位 |
| --- | ------------ | ------------- | ---------- | ---------- | ------ |
| 1st | 2014年6月4日 | タマシイRISES | COZC-921/2 | COCC-16868 | 167位  |

### タイアップ
| 楽曲          | タイアップ                                                | 時期   |
| ------------- | --------------------------------------------------------- | ------ |
| タマシイRISES | テレビアニメ『風雲維新ダイ☆ショーグン』オープニングテーマ | 2014年 |